# Gymnosporia bailadillana
Gymnosporia bailadillana är en benvedsväxtart som beskrevs av Narayan. Gymnosporia bailadillana ingår i släktet Gymnosporia och familjen Celastraceae. Inga underarter finns listade.